# رحناشيات
رحْنَاشِيَّات هي فصيلة من أسماك الرئة تحتوي على أجناس ذفافة أمريكة الجنوبية والرحناشة.